# Simulium sinense
Simulium sinense är en tvåvingeart som först beskrevs av Günther Enderlein 1934.  Simulium sinense ingår i släktet Simulium och familjen knott. Inga underarter finns listade i Catalogue of Life.